# Stefan Johannesson

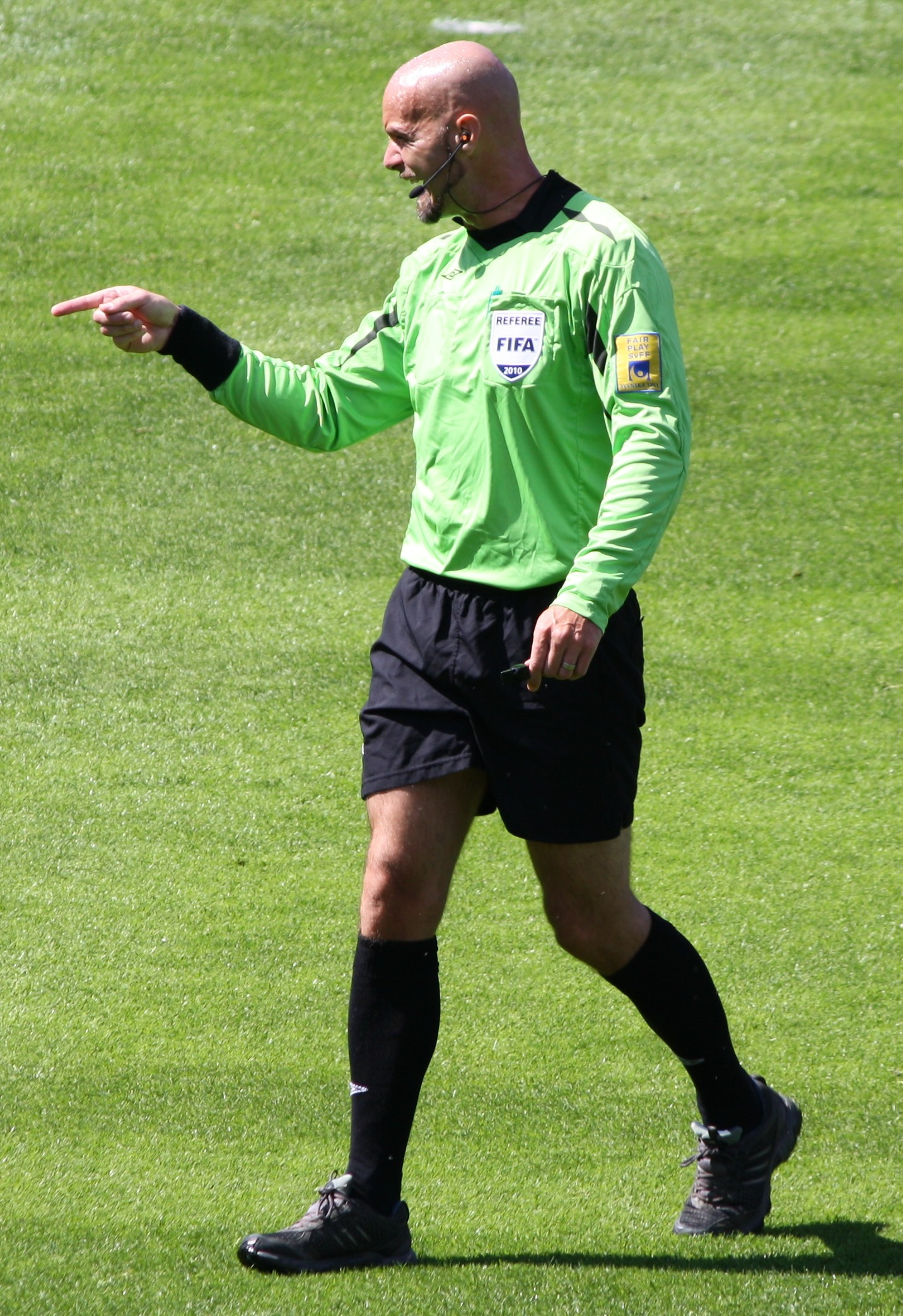
Stefan Johannesson (Juli 2010)

Stefan Johannesson (* 22. November 1971 in Stockholm) ist ein schwedischer Fußballschiedsrichter.

## Werdegang
Johannesson begann 1994 als Schiedsrichter beim Svenska Fotbollförbundet. Sechs Jahre später debütierte er in der zweiten schwedischen Liga und kam erstmals bei internationalen Begegnungen zum Einsatz. Wiederum ein Jahr später pfiff er sein erstes Spiel in der Allsvenskan.
Neben der seit 2003 ausgeübten Tätigkeit als FIFA-Schiedsrichter, in der Johannesson unter anderem Länderspiele im Rahmen der Qualifikation zu Weltmeisterschaftsturnieren leitete, kam er als Schiedsrichter in Partien diverser Europapokalwettbewerbe zum Einsatz.